# Den oslavy bisexuality
Den oslavy bisexuality (anglicky Celebrate Bisexuality Day, Bisexual Pride Day či Bisexuality+ Day) je dnem vizibility bisexuálních osob slaveným každoročně 23. září. Poprvé byl slaven v roce 1990 v San Franciscu v USA, přičemž ho sponzorovala nejstarší bisexuální politická organizace BiPOL (založená roku 1983). Cílem Dne oslavy bisexuality bylo od počátku zvýšit vizibilitu bisexuálů ve společnosti. Vizibilita gayů a leseb se v USA zvýšila od Stonewallských nepokojů v roce 1969, ale viditelnost bisexuálů byla na začátku 90. let stále velmi nízká. 
V roce 2013 se k příležitosti Dne oslavy bisexuality setkalo asi 30 bisexuálních aktivistů v Bílém domě, aby se setkali s představiteli americké vlády a diskutovali o problémech, s nimiž se bisexuální komunita potýká. 
Mnoho organizací, mezi nimi i GLAAD, propaguje užívání názvu Bisexuality+ Day, přičemž "+" označuje sexuální orientace, jako jsou pansexualita, omnisexualita či polysexualita.